# Pedro Rocamora
Pour les articles homonymes, voir Rocamora.
Pedro Rocamora Pacheco, plus connu sous le sobriquet de Periche, né le 28 avril 1922 à Cox (province d'Alicante, Espagne) et mort le 5 janvier 2012, est un footballeur espagnol qui jouait au poste d'attaquant.

## Carrière
Periche débute en championnat d'Espagne lors de la saison 1945-1946 avec l'Hércules d'Alicante. Il joue 24 matchs en championnat, mais Hércules est relégué en Division 2.
En 1946, Periche rejoint le FC Barcelone où il joue pendant deux saisons. Il joue cinq matchs de championnat avec le Barça, et remporte le championnat en 1948.
En 1948, il passe dans les rangs de l'Alcoyano qui descend en deuxième division. En 1950, il rejoint le Real Murcie, puis retourne à l'Alcoyano en deuxième division.

## Palmarès
Avec le FC Barcelone :
- Champion d'Espagne en 1948